# Maps to the Stars
Maps to the Stars è un film del 2014 diretto da David Cronenberg.
La pellicola, che ha per protagonisti Julianne Moore, John Cusack, Mia Wasikowska e Robert Pattinson, ha partecipato in concorso alla 67ª edizione del Festival di Cannes, dove ha vinto il Prix d'interprétation féminine per l'interpretazione di Julianne Moore.

## Trama
Agatha Weiss arriva a Los Angeles dalla Florida e, accompagnata dall'autista di limousine nonché aspirante attore e sceneggiatore Jerome, si reca nel luogo in cui crebbe Benjie, un bambino divo di Hollywood. Agatha ha addosso i segni di gravissime ustioni che copre con calze e lunghi guanti e che la costringono ad assumere un gran numero di medicine. Benjie visita in ospedale una bambina affetta da linfoma non Hodgkin, le promette dei regali ma poi viene a sapere che poco dopo è morta. Suo padre, il dottor Stafford Weiss è uno psicologo/massaggiatore che tra gli altri cura la star Havana Segrand, ossessionata dalla figura della madre, anche lei attrice, prematuramente morta in un incendio. Benjie, ottiene, grazie anche alla madre agente, di girare il seguito del suo più grande successo cinematografico, messo in dubbio per il suo trascorso di droga, mai reso pubblico.
Havana assume Agatha come assistente personale su suggerimento dell'amica Carrie Fisher che ha conosciuto la giovanissima ragazza via Twitter. Il padre Stafford apprende da Havana dell'arrivo di Agatha e si mette in allarme. Si tratta in effetti proprio di sua figlia, allontanata anni prima dopo il tentato omicidio del fratellino, già famoso. Come temuto, Agatha in effetti va a visitare il fratello "per fare ammenda" e dopo l'iniziale comprensibile tensione Benjie si dimostra aperto verso la sorella, nonostante questa appaia visibilmente disturbata, arrivando a svelarle i suoi recenti turbamenti costituiti dalla visione della bambina morta, conosciuta in ospedale. Saputo dell'incontro, il padre raggiunge immediatamente Agatha e le intima in malo modo di lasciare immediatamente Los Angeles.
Benjie pressato sul set dalla scalata di una nuova star, più giovane di lui, riprende a drogarsi e, maneggiando incautamente una pistola, uccide il cane di un amico. Agatha visita la madre, sempre per fare ammenda, rivelandole di aver saputo che i suoi genitori sono in realtà fratello e sorella. La madre è costretta ad ammettere che è vero, ma spiega che la cosa era ignota a loro stessi, prima che si innamorassero. Il padre sorprende la figlia e la aggredisce fin quando non li separa la madre cui Agatha, fuggendo, sfila la fede nuziale. Benjie ha una nuova allucinazione in una pausa delle riprese del film e pensando di strozzare la bambina morta che lo perseguita, finisce quasi per uccidere il giovane coprotagonista che non sopporta. Per lui le riprese finiscono qui e con queste forse anche la sua carriera e la sua reputazione.
Havana, dopo aver ottenuto l'agognata parte che fu della madre, solo come ripiego perché l'attrice scelta al suo posto è stata vittima di una terribile tragedia, seduce l'autista di limousine che frequenta Agatha e ha con lui un rapporto sessuale in auto davanti alla propria abitazione, proprio sotto gli occhi della ragazza. Rientrata in casa, Havana rimprovera Agatha per alcune inadempienze e la licenzia umiliandola. La ragazza, afferrato un pesante premio della famosa attrice, la colpisce ripetutamente alla testa, uccidendola. Benjie scappa dalla clinica nella quale era stato posto in attesa di giudizio e va dalla sorella, che gli dice di prendere la fede del padre. Questi ha appena assistito al suicidio della moglie, che si è data fuoco davanti a lui, e versa in uno stato di shock, tanto da non accorgersi nemmeno dell'arrivo del figlio, che gli sfila l'anello dal dito e poi torna dalla sorella. Agatha e Benjie, raggiunto il luogo della loro vecchia casa, danno luogo a una sorta di rito matrimoniale e, dopo aver assunto un cocktail di farmaci e recitato un brano della poesia Liberté di Paul Éluard, si lasciano morire guardando le stelle.

## Cast e produzione
La prima sceneggiatura del film fu scritta da Bruce Wagner nel 2007, ma il progetto non trovò fondi per la produzione e fu cancellato, finché nel 2012 Wagner riscrisse lo script sotto forma di romanzo, intitolato Dead Stars, ed appena il libro fu pubblicato, David Cronenberg trovò nuovi investitori ed il progetto riprese il via.
Il budget del film è stato di circa 15 milioni di dollari. Le riprese del film si sono svolte nei mesi di luglio ed agosto 2013 e si sono svolte tra Los Angeles e Beverly Hills negli Stati Uniti d'America, e Toronto in Canada.
Per i ruoli principali di Havana Segrand e Stafford Weiss furono inizialmente scelti Rachel Weisz e Viggo Mortensen, i quali per problemi di programmazione con altri progetti dovettero rifiutare il film e furono rimpiazzati da Julianne Moore e John Cusack.
Maps to the Stars è il secondo film in cui Cronenberg collabora con Robert Pattinson, dopo Cosmopolis, e con Sarah Gadon, dopo A Dangerous Method. È inoltre il terzo film del regista canadese insieme alla Prospero Pictures, la quale aveva già prodotto A Dangerous Method e Cosmopolis.

## Distribuzione
Il primo promo del film viene diffuso il 14 aprile 2014 insieme al primo teaser poster italiano.
La pellicola è stata distribuita nelle sale cinematografiche italiane il 21 maggio 2014 dalla Adler Entertainment.

## Critica
La pellicola di Cronenberg, dietro alla vicenda dei due attori bambini, ha come obiettivo quello di criticare e ridicolizzare con una vena satirica il rapporto tra il mondo dello spettacolo e la cultura occidentale nel suo complesso, oltre che la vita privata delle celebrità, rivelando le ombre che si celano dietro la macchina da presa.

## Riconoscimenti
- 2015 - Golden Globe
  - Candidatura per la migliore attrice in un film commedia o musicale a Julianne Moore
- 2014 - Festival di Cannes
  - Prix d'interprétation féminine a Julianne Moore
  - Cannes Soundtrack Award a Howard Shore
  - In competizione per la Palma d'oro
- 2014 - Sitges - Festival internazionale del cinema fantastico della Catalogna
  - Miglior attrice a Julianne Moore